# Lijst van schaaktoernooien in Amsterdam
Dit is een lijst van schaaktoernooien die in Amsterdam worden of zijn gehouden.

## Terugkerende toernooien
De volgende toernooien zijn of waren jaarlijks terugkerende toernooien:
| Toernooi                                | Eerste | Laatste/Volgende | Aantal edities in Amsterdam | Bijzonderheden                                                                 |
| --------------------------------------- | ------ | ---------------- | --------------------------- | ------------------------------------------------------------------------------ |
| Danlon-schaaktoernooi                   | 1956   | 1973             | 7                           | Damesschaaktoernooi. Vanaf 1964 verhuisde het toernooi naar Emmen.             |
| IBM-schaaktoernooi                      | 1961   | 1982             | 21                          |                                                                                |
| AMRO-toernooi                           | 1967   | 1970             | 4                           |                                                                                |
| OHRA-schaaktoernooi                     | 1982   | 1990             | 9                           | De editie van 1983 werd gedeeltelijk in Arnhem verspeeld.                      |
| VSB-toernooi                            | 1987   | 1996             | 9                           | De editie van 1990 werd in Rotterdam gehouden.                                 |
| Donner Memorial                         | 1994   | 1996             | 3                           | De winnaar van het open toernooi werd tevens Open Nederlands kampioen schaken. |
| Lost Boys Toernooi                      | 1993   | 2002             | 4                           | De eerste zes edities van dit toernooi vonden plaats in Antwerpen.             |
| Amsterdam Chess Tournament              | 2004   | 2006             | 3                           |                                                                                |
| NH Chess Tournament                     | 2006   | 2010             | 5                           |                                                                                |
| Batavia Amsterdam Schaaktoernooi        | 2009   | 2020             | 12                          |                                                                                |
| Amsterdam Science Park Chess Tournament | 2011   | 2025             | 13                          | Toernooi bestaat anno 2025 nog.                                                |
| Levitov Chess Week                      | 2019   | 2023             | 2                           |                                                                                |
| Amsterdam Chess Open                    | 2023   | 2025             | 2                           | Toernooi bestaat anno 2025 nog.                                                |

## Eenmalige toernooien
| Jaar | Toernooi                                          | Locatie                          | Winnaar                                                  | Bijz. |
| ---- | ------------------------------------------------- | -------------------------------- | -------------------------------------------------------- | --- |
| 1889 | Internationale Schaaktoernooi in Amsterdam (1889) | Koffiehuis De Roode Leeuw        | Amos Burn                                                | |
| 1899 | Eerste internationale schaakwedstrijd             | Concordia                        | Henry Ernest Atkins                                      | |
| 1920 | Internationaal schaaktoernooi (1920)              | Paleis voor Volksvlijt           | Richard Réti                                             | |
| 1926 | ASC Jubileumvierkamp                              | Gebouw Concordia (Weesperplein)  | Edgar Colle                                              | |
| 1930 | Spielmann-toernooi                                | Militiezaal                      | Henri Weenink                                            | |
| 1935 | Wereldkampioenschap schaken 1935                  | Verschillende locaties           | Max Euwe                                                 | Enkele rondes vonden plaats in Amsterdam (Carlton Hotel en de Militiezaal), ronde 13 vond plaats in Café Van Klaveren aan de Middenweg 88-90, waar de Schaakclub Watergraafsmeer haar clublokaal had. De overige ronden vonden plaats in andere Nederlandse steden. |
| 1936 | Arbeiderspers schaaktoernooi                      | Muzieklyceum                     | Reuben Fine en Max Euwe                                  | Vier van de zeven rondes werden verspeeld in het Muzieklyceum in Amsterdam. De overige rondes vonden plaats in de Haagse Dierentuin, Hotel Bristol in Rotterdam en het A.M.V.J.-gebouw in Amsterdam.                                                                |
| 1937 | Wereldkampioenschap schaken 1937                  | Krasnapolsky                     | Aleksandr Aljechin                                       | Enkele rondes vonden plaats in Amsterdam, de overige ronden in andere Nederlandse steden. |
| 1938 | AVRO-toernooi                                     | Krasnapolsky / Amstelhotel       | Paul Keres                                               | Drie van de 14 rondes vonden plaats in Amsterdam. |
| 1939 | KNSB-zeskamp                                      |                                  |                                                          | |
| 1939 | VARA-zeskamp                                      | Amsterdamsche Schaakhuis         | Salo Landau en Max Euwe                                  | |
| 1950 | Wereldschaaktoernooi                              | Effectenbeurs                    | Miguel Najdorf                                           | |
| 1954 | KNSB-oefenzeskamp                                 | Max Euwe Schaakhuis              | Vasja Pirc                                               | |
| 1954 | 11e Schaakolympiade                               | Apollohal                        | Sovjet-Unie                                              | |
| 1956 | Kandidatentoernooi                                | Minervapaviljoen                 | Vasili Smyslov                                           | Ronde 10 en 11 vonden plaats in De Beurs in Leeuwarden. |
| 1963 | GAK-zeskamp                                       | GAK-gebouw                       | Michael Botwinnik                                        | |
| 1964 | Interzonetoernooi Amsterdam 1964                  | GAK-gebouw                       | Bent Larsen, Vassily Smyslov, Boris Spasski, Michail Tal | |
| 1974 | Zonetoernooi Amsterdam 1974                       | Amsterdam Crest Hotel            | Jan Timman en Tony Miles                                 | |
| 1985 | Atlantic Subzonetoernooi                          | Amsterdam Crest Hotel            |                                                          | |
| 1988 | Optiebeurs-toernooi                               | Rokin 65                         | Garri Kasparov                                           | |
| 2001 | Klompendans-toernooi                              | Beurs van Berlage                | Lajos Portisch                                           | |
| 2011 | Max Euwe Schaaktoernooi                           | Openbare Bibliotheek Amsterdam   | Zhaoqin Peng en Robin van Kampen                         | |
| 2012 | ACP Golden Classic                                | Sporthal Universum, Science Park | Vasyl Ivantsjoek                                         | |
| 2018 | Amsterdam Open                                    | Sporthal IJburg                  | Miguoel Admiraal                                         | |
| 2019 | Mokumse Meesters                                  | Meerdere locaties                | Kerigan Demre                                            | |

## Nederlands kampioenschap schaken
In Amsterdam werden 23 edities van het Nederlands kampioenschap schaken gehouden.
| Jaar | Locatie                                | Winnaar            |
| ---- | -------------------------------------- | ------------------ |
| 1913 | De Ysbreeker                           | Johannes Esser     |
| 1924 | Café-restaurant Parkzicht              | Max Euwe           |
| 1929 | Café-restaurant Parkzicht              | Max Euwe           |
| 1938 | Amsterdamsche Schaakhuis               | Max Euwe           |
| 1939 | Carlton Hotel                          | Max Euwe           |
| 1948 | Hoofdbureau van de Amsterdamse politie | Max Euwe           |
| 1950 | Krasnapolsky                           | Max Euwe           |
| 1954 | Hoofdbureau van de Amsterdamse politie | J.H. Donner        |
| 1957 | Minervapaviljoen                       | J.H. Donner        |
| 1958 | De Kroon                               | J.H. Donner        |
| 1965 | GAK-gebouw                             | Lodewijk Prins     |
| 1982 | Amsterdam Crest Hotel                  | Hans Ree           |
| 1994 | Holiday Inn Amsterdam                  | Jeroen Piket       |
| 1995 | De Balie                               | Ivan Sokolov       |
| 1996 | De Balie                               | Jan Timman         |
| 2012 | Science Park                           | Anish Giri         |
| 2013 | Science Park                           | Dimitri Reinderman |
| 2014 | Manor Hotel                            | Loek van Wely      |
| 2015 | Manor Hotel                            | Anish Giri         |
| 2016 | Tropentheater                          | Jorden van Foreest |
| 2017 | Tolhuistuin                            | Loek van Wely      |
| 2018 | Tolhuistuin                            | Sergey Tiviakov    |
| 2019 | Tolhuistuin                            | Lucas van Foreest  |

## Kleinere toernooien
Naast de belangrijkere, grote toernooien organiseren de Amsterdamse schaakverenigingen en de Schaakbond Groot-Amsterdam nog tal van kleinere toernooien:
| Toernooi                                           | Organisator           | Eerste | Laatste            | Aantal edities |
| -------------------------------------------------- | --------------------- | ------ | ------------------ | -------------- |
| Best of the West                                   | SV Amsterdam West     | 2012   | Bestaat nog (2025) | 12             |
| Eijgenbroodtoernooi                                | Caïssa                | 1987   | 2019               | 33             |
| Kattenburger Open                                  | SV De Raadsheer       | 2008   | Bestaat nog (2025) | 16             |
| Kees Besselink c4-toernooi                         | EsPion                | 1994   | Bestaat nog (2025) | 30             |
| Laurierboom-invitatietoernooi                      | De Laurierboom (café) | 2017   | 2023               | 5              |
| Open Nederlands kampioenschap Fischer Random Chess | Fischer-Z             | 2004   | Bestaat nog (2025) | 19             |
| Oranje snelschaaktoernooi                          | SV Amsterdam West     | 2001   | Bestaat nog (2025) | 23             |
| SGA Snelschaakkampioenschap                        | SGA                   | 1969   | Bestaat nog (2025) |                |
| SGA Veteranenkampioenschap                         | SGA                   | 1978   | Bestaat nog (2025) |                |
| Wil Haggenburg-toernooi                            | SGA                   | 1969   | 2017               | 49             |